# Jesuitenkolleg Mindelheim

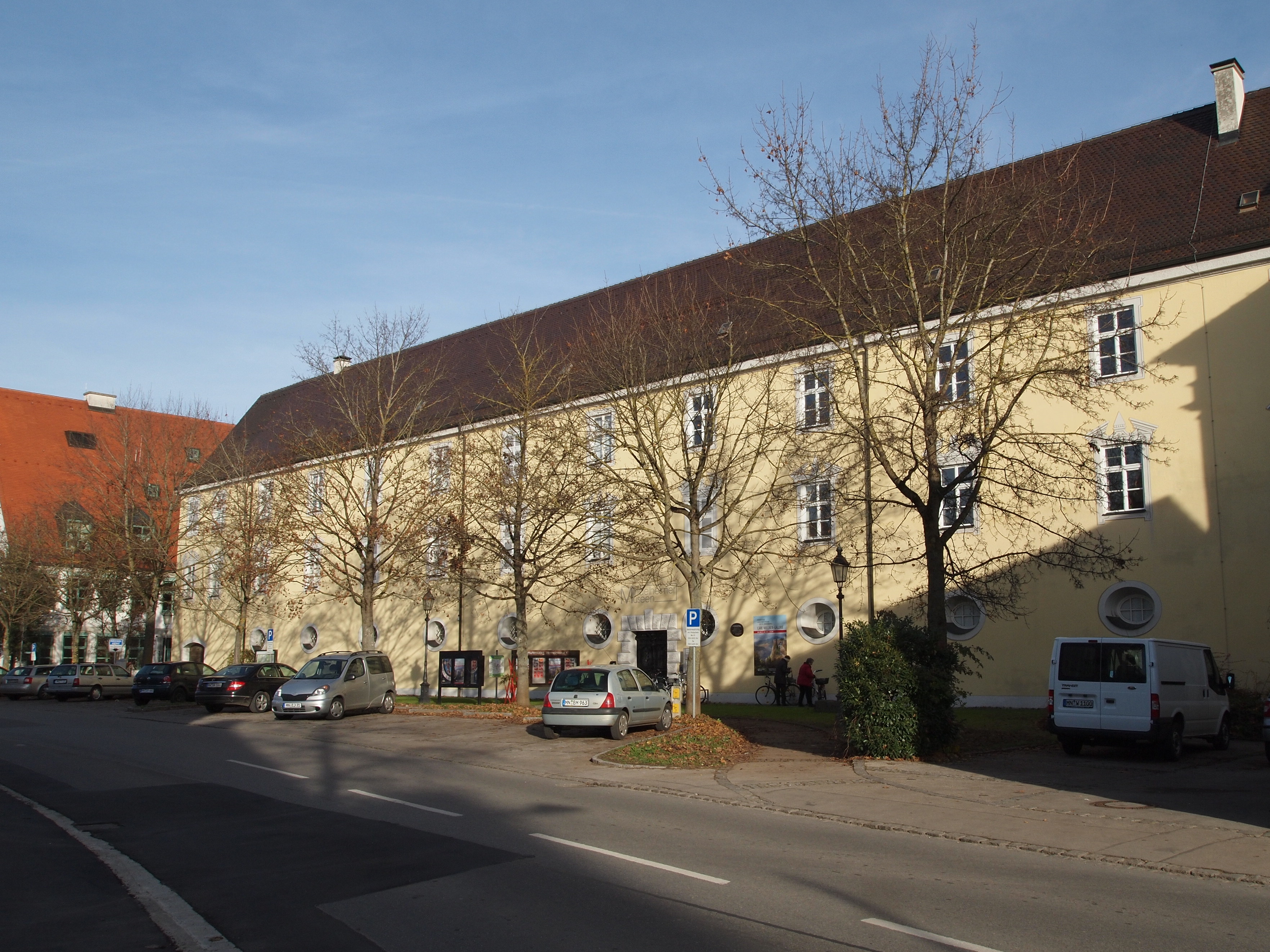
Westflügel des ehemaligen Jesuitenkollegs

Das Jesuitenkolleg Mindelheim war ein Kolleg der Jesuiten im oberschwäbischen Mindelheim, das von 1622 bis 1774 bestand. Heute sind verschiedene Museen hier untergebracht.

## Geschichte
Die schwäbische Allodial-Herrschaft Mindelheim wurde am 21. September 1616 von Maximilian I. von Bayern erworben. Im Jahr 1618 wurde eine Niederlassung der Jesuiten im ehemaligen Augustinerkloster gegründet, die 1622 zum Kolleg erhoben wurde. Ab Mitte der 1620er Jahre wurde der Neubau des Kollegs in die Wege geleitet. Die Jesuiten betreuten das Kolleg bis zur Aufhebung des Jesuitenordens im Jahr 1773.
Von 1777 bis 1781 diente der Gebäudekomplex als kurfürstliches Jagdschloss, von 1781 bis 1808 war dort der Sitz einer Kommende des Malteser-Ordens. 1820 wurde das bis dahin weiterexistierende Kolleg aufgelöst und an private Besitzer verkauft. Seit 1980 ist es im Besitz des Landkreises Unterallgäu.
1986 wurde das Textilmuseum Mindelheim im zweiten Stock des ehemaligen Jesuitenkollegs eröffnet. Es geht auf eine Stiftung von 1984 von Hilda Sandtner, einer Professorin der Augsburger Universität, zurück, die ihre beträchtliche Privatsammlung von Textilien und Kunstgegenständen aller Art der Stadt Mindelheim übereignet hat. 1989 wurde im ersten Obergeschoss das Schwäbische Krippenmuseum eingerichtet. Im zweiten Obergeschoss des Ostflügels wurde 1994 die neue Filiale der Archäologischen Staatssammlung eingerichtet.

## Baubeschreibung
Der denkmalgeschützte Gebäudekomplex ist eine unregelmäßige Dreiflügelanlage mit zwei- bzw. dreigeschossigen Satteldachbauten. Der Südteil des Ostflügels mit Sakristei, Ignatiuskapelle und ehemaligem Oratorium stammt von Johannes Holl 1627–1629. Der Westflügel nach Plänen von Johannes Holl wurde durch Albert Vaironi 1630/1631 erbaut, der Ostflügel mit Quertrakt von Michael Thumb 1668–1671. Veränderungen erfolgten im 18. Jahrhundert.

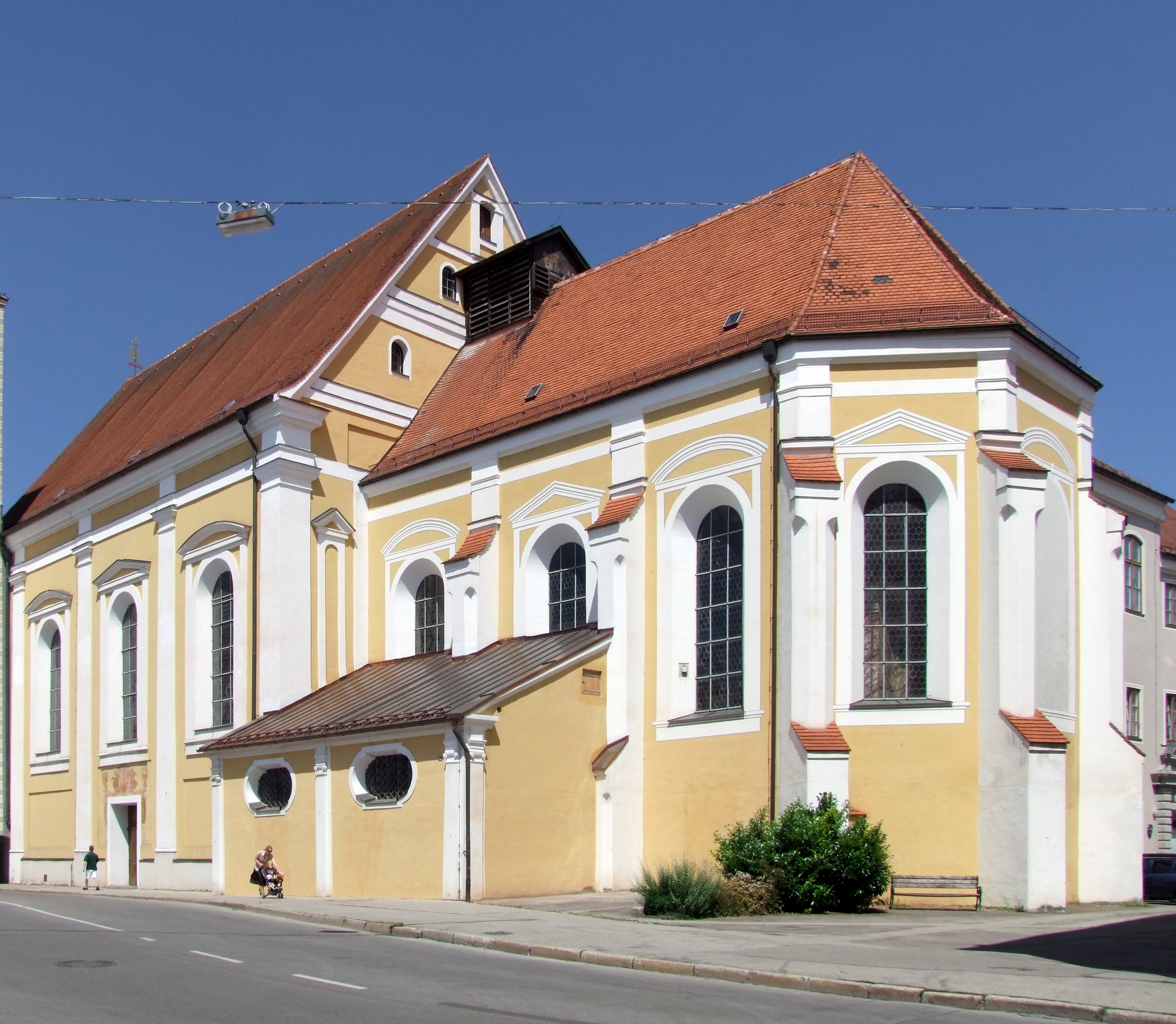
Die ehemalige Jesuitenkirche Mariä Verkündigung

Die heutige katholische Filialkirche Mariä Verkündigung ist die ehemalige Augustiner- bzw. Jesuitenkirche. Es handelt sich um eine pilastergegliederte Wandpfeileranlage mit eingezogenem Chor und westlichen Treppentürmen. Der Chor stammt aus der Mitte des 15. Jahrhunderts, das Langhaus von Johannes Holl aus dem Jahr 1625/1626. Ein Umbau erfolgte 1721/1722.